# Каварскас
Каварскас або Коварськ (лит. Kavarskas) — місто в центральній частині Литви, за 15 км від міста Анікщяй. Центр староства. 

## Положення і загальна характеристика
Розташоване у центральній частині Литви, на правому березі річки Швентої.  

## Історія
Вперше згадане 1538 року. 28 грудня 1956 року здобуло статус міста. 

## Визначні місця
- Церква Іоана Хрестителя (1857-1887)
- Каплиця біля церкви
- Цвинтарна каплиця та брама
- 20-метровий залізобетонний хрест - найвищий у Литві (1936)

## Населення
| Динаміка населення з 1897 по 2020 |          |          |          |      |          |
| 1897пер.                          | 1923пер. | 1959пер. | 1970пер. | 1974 | 1979пер. |
| 1546                              | 1041     | 1287     | 1191     | 1100 | 1113     |
| 1989пер.                          | 2001пер. | 2011пер. | 2020     | -    | -        |
| 972                               | 809      | 666      | 514      | -    | -        |
| Гістограма динаміки населення     |          |          |          |      |          |